# 山崎ていじ
山崎 ていじ（やまざき ていじ、本名：山﨑 禎次〈やまざき ていじ〉、1957年7月8日- ） は、日本の演歌歌手である。血液型はO型。所属事務所はアクティブデイズ。所属レコード会社は日本コロムビア。尊敬する歌手は村田英雄と五木ひろし。

## 経歴・エピソード
島根県那賀郡三隅町（今の浜田市）出身。父は大工。4人兄弟の末っ子。高校卒業後、プロボクシングの世界に入る。西日本新人王決定戦では、同じく当時プロボクシング選手であったタレントのトミーズ雅と対戦し、敗れた。
ボクシングを「定年」で辞めざるを得なくなった後、1996年に歌手に転身。現在はBS11で放送されている『演歌百撰』への出演や全国各地での地道なプロモーション活動を通じて、少しずつファンを増やしていった。日本コロムビアに移籍し、2014年にリリースした『昭和男歌』が有線放送から火が付き初ヒット、デビューから20年近く経って漸く人気歌手の仲間入りを果たした。現在は三重県に拠点を置いて活動している。
大相撲の関取力士である遠藤聖大とはメル友であり、エールを送りあったり、食事に行く仲である。

## ディスコグラフィ

### シングル
- 山崎禎次名義（ビクター）

| # | 発売日          | 曲順 | タイトル | 作詞     | 作曲     | 編曲     | 規格品番 |
| - | --------------- | ---- | -------- | -------- | -------- | -------- | -------- |
| 1 | 1996年 10月23日 | 01   | ふる里   | 上田幸夫 | 上田幸夫 | 鈴木英明 | VNC-3300 |
| 1 | 1996年 10月23日 | 02   | 祇園慕情 | 上田幸夫 | 上田幸夫 | 鈴木英明 | VNC-3300 |

- 山崎ていじ名義[注釈 2]

| #  | 発売日          | 曲順 | タイトル                 | 作詞         | 作曲     | 編曲     | オリコン 最高順位 | レーベル        | 規格品番   |
| -- | --------------- | ---- | ------------------------ | ------------ | -------- | -------- | ----------------- | --------------- | ---------- |
| -  | 1998年 12月19日 | 01   | 琵琶湖旅情               | 梓由美       | 岡千秋   | 南郷達也 | -                 | ビクター        | VIDS-30043 |
| -  | 1998年 12月19日 | 02   | ときめきのタンゴ         | 翔絵里       | たか善晶 | 南郷達也 | -                 | ビクター        | VIDS-30043 |
| 1  | 2001年 2月21日  | 01   | 桜川慕情                 | 岡田冨美子   | 四方章人 | 南郷達也 | -                 | バップ          | VPDA-20852 |
| 1  | 2001年 2月21日  | 02   | 夢の入口                 | 岡田冨美子   | 四方章人 | 南郷達也 | -                 | バップ          | VPDA-20852 |
| 2  | 2004年 3月17日  | 01   | 島は故郷                 | 青木圭介     | 沢しげと | 森高音   | -                 | バップ          | VPDA-20939 |
| 2  | 2004年 3月17日  | 02   | せせらぎの宿             | 青木圭介     | 沢しげと | 森高音   | -                 | バップ          | VPDA-20939 |
| 3  | 2005年 6月22日  | 01   | 情恋                     | 青木圭介     | 曽根幸明 | 山崎一稔 | -                 | ガウス          | GRCA-74    |
| 3  | 2005年 6月22日  | 02   | 雨…故郷は雪              | 青木圭介     | 曽根幸明 | 山崎一稔 | -                 | ガウス          | GRCA-74    |
| 4  | 2006年 12月6日  | 01   | 保津川下り               | 桜このみ     | 荒川勉   | 山田恵範 | -                 | 徳間 ジャパン   | TKCA-90154 |
| 4  | 2006年 12月6日  | 02   | 雪すだれ                 | 桜このみ     | 荒川勉   | 熊谷直子 | -                 | 徳間 ジャパン   | TKCA-90154 |
| 5  | 2008年 7月2日   | 01   | おまえしか愛せない       | 落合博章     | 田尾将実 | 石倉重信 | -                 | 徳間 ジャパン   | TKCA-90281 |
| 5  | 2008年 7月2日   | 02   | おやじ                   | 宮村雅楽     | 田尾将実 | Deep寿   | -                 | 徳間 ジャパン   | TKCA-90281 |
| 6  | 2010年 10月20日 | 01   | 男と女－東京25時－       | たかたかし   | 徳久広司 | 南郷達也 | -                 | 日本 コロムビア | COCA-16423 |
| 6  | 2010年 10月20日 | 02   | 男と女－東京泣かせ雨－   | たかたかし   | 徳久広司 | 南郷達也 | -                 | 日本 コロムビア | COCA-16423 |
| 7  | 2012年 1月18日  | 01   | ネオン街ブルース         | たかたかし   | 徳久広司 | 南郷達也 | -                 | 日本 コロムビア | COCA-16538 |
| 7  | 2012年 1月18日  | 02   | あなたに ありがとう      | 絵里奈みさと | 熊谷直子 | 山田恵範 | -                 | 日本 コロムビア | COCA-16538 |
| 7  | 2012年 1月18日  | 03   | 男と女－東京ラブシティ－ | たかたかし   | 徳久広司 | 南郷達也 | -                 | 日本 コロムビア | COCA-16538 |
| 8  | 2013年 3月20日  | 01   | サンセット浜田           | たかたかし   | 徳久広司 | 南郷達也 | -                 | 日本 コロムビア | COCA-16697 |
| 8  | 2013年 3月20日  | 02   | 夢綴り                   | 絵里奈みさと | 熊谷直子 | 山田恵範 | -                 | 日本 コロムビア | COCA-16697 |
| 9  | 2014年 2月26日  | 01   | 昭和男唄                 | さわだすずこ | 弦哲也   | 竜崎孝路 | -                 | 日本 コロムビア | COCA-16788 |
| 9  | 2014年 2月26日  | 02   | 帰っておいで             | さわだすずこ | 弦哲也   | 竜崎孝路 | -                 | 日本 コロムビア | COCA-16788 |
| 10 | 2015年 1月21日  | 01   | いくじなし               | さわだすずこ | 弦哲也   | 南郷達也 | 47位              | 日本 コロムビア | COCA-16975 |
| 10 | 2015年 1月21日  | 02   | 弦の月                   | さわだすずこ | 弦哲也   | 南郷達也 | 47位              | 日本 コロムビア | COCA-16975 |
| 11 | 2016年 2月3日   | 01   | 夜汽車                   | さわだすずこ | 弦哲也   | 南郷達也 | 32位              | 日本 コロムビア | COCA-17104 |
| 11 | 2016年 2月3日   | 02   | こんな女と暮らしたい     | さわだすずこ | 弦哲也   | 南郷達也 | 32位              | 日本 コロムビア | COCA-17104 |
| 12 | 2017年 1月18日  | 01   | 男のひとり言             | さわだすずこ | 弦哲也   | 南郷達也 | 31位              | 日本 コロムビア | COCA-17246 |
| 12 | 2017年 1月18日  | 02   | 哀愁ストリート           | さわだすずこ | 弦哲也   | 南郷達也 | 31位              | 日本 コロムビア | COCA-17246 |
| 13 | 2018年 1月24日  | 01   | 夢の橋                   | さわだすずこ | 弦哲也   | 南郷達也 | 43位              | 日本 コロムビア | COCA-17399 |
| 13 | 2018年 1月24日  | 02   | 人情                     | さわだすずこ | 弦哲也   | 南郷達也 | 43位              | 日本 コロムビア | COCA-17399 |
| 14 | 2019年 1月23日  | 01   | 浜防風                   | さわだすずこ | 弦哲也   | 南郷達也 | 47位              | 日本 コロムビア | COCA-17550 |
| 14 | 2019年 1月23日  | 02   | 幻の小夜曲               | さわだすずこ | 弦哲也   | 西村真吾 | 47位              | 日本 コロムビア | COCA-17550 |
| 15 | 2020年 1月22日  | 01   | 別れのボレロ             | さわだすずこ | 弦哲也   | 南郷達也 | -                 | 日本 コロムビア | COCA-17730 |
| 15 | 2020年 1月22日  | 02   | 騙されて                 | さわだすずこ | 弦哲也   | 南郷達也 | -                 | 日本 コロムビア | COCA-17730 |
| 16 | 2021年 1月20日  | 01   | 酔わせて候               | さわだすずこ | 弦哲也   | 南郷達也 | -                 | 日本 コロムビア | COCA-17828 |
| 16 | 2021年 1月20日  | 02   | さよならバンクーバー     | さわだすずこ | 弦哲也   | 南郷達也 | -                 | 日本 コロムビア | COCA-17828 |
| 17 | 2022年 3月2日   | 01   | 居酒屋「ての字」         | さわだすずこ | 弦哲也   | 南郷達也 | 38位              | 日本 コロムビア | COCA-17964 |
| 17 | 2022年 3月2日   | 02   | 伊勢街道まつり唄         | さわだすずこ | 弦哲也   | 石倉重信 | 38位              | 日本 コロムビア | COCA-17964 |
| 18 | 2023年 2月22日  | 01   | 追憶－北の駅－           | さわだすずこ | 弦哲也   | 猪股義周 | -                 | 日本 コロムビア | COCA-18062 |
| 18 | 2023年 2月22日  | 02   | 桜の下で                 | さわだすずこ | 弦哲也   | 猪股義周 | -                 | 日本 コロムビア | COCA-18062 |
| 18 | 2023年 2月22日  | 03   | 伊勢街道まつり唄         | さわだすずこ | 弦哲也   | 石倉重信 | -                 | 日本 コロムビア | COCA-18062 |
| 19 | 2024年 2月21日  | 01   | ふたりで夢さがし         | さわだすずこ | 弦哲也   | 猪股義周 | -                 | 日本 コロムビア | COCA-18193 |
| 19 | 2024年 2月21日  | 02   | 浜田ふるさと祭唄         | さわだすずこ | 弦哲也   | 石倉重信 | -                 | 日本 コロムビア | COCA-18193 |
| 19 | 2024年 2月21日  | 03   | 伊勢街道まつり唄         | さわだすずこ | 弦哲也   | 石倉重信 | -                 | 日本 コロムビア | COCA-18193 |
| 20 | 2025年 1月29日  | 01   | 男一念                   | さわだすずこ | 弦哲也   | 猪股義周 | -                 | 日本 コロムビア | COCA-18240 |
| 20 | 2025年 1月29日  | 02   | 潮鳴り                   | さわだすずこ | 弦哲也   | 猪股義周 | -                 | 日本 コロムビア | COCA-18240 |
| 20 | 2025年 1月29日  | 03   | 伊勢街道まつり唄         | さわだすずこ | 弦哲也   | 石倉重信 | -                 | 日本 コロムビア | COCA-18240 |
| 20 | 2025年 1月29日  | 04   | 浜田ふるさと祭唄         | さわだすずこ | 弦哲也   | 石倉重信 | -                 | 日本 コロムビア | COCA-18240 |

### アルバム
| 発売日         | タイトル                                                   | レーベル       | 規格品番      |
| -------------- | ---------------------------------------------------------- | -------------- | ------------- |
| 2016年9月14日  | 歌手生活20周年記念 山崎ていじベストコレクション 1996〜2016 | 日本コロムビア | COCP-39678    |
| 2017年6月21日  | 山崎ていじ スペシャルベスト                                | 日本コロムビア | COZP-1347〜48 |
| 2017年12月6日  | 山崎ていじ〜おまえしか愛せない〜                           | 徳間ジャパン   | TKCA-74609    |
| 2018年11月21日 | 全曲集 夢の橋                                              | 日本コロムビア | COCP-40527    |
| 2019年11月20日 | 全曲集 浜防風                                              | 日本コロムビア | COCP-40988    |
| 2020年11月18日 | 全曲集 別れのボレロ                                        | 日本コロムビア | COCP-41270    |
| 2021年11月17日 | 全曲集 酔わせて候                                          | 日本コロムビア | COCP-41601    |
| 2022年11月23日 | 全曲集 居酒屋「ての字」・伊勢街道まつり唄                  | 日本コロムビア | COCP-41863    |
| 2023年11月22日 | 全曲集 追憶－北の駅－                                      | 日本コロムビア | COCP-42115    |

## 出演
主なものに限る。
- 山崎ていじのさわやか歌謡曲（テレ玉、三重テレビ、奈良テレビ、BS12トゥウェルビ）
- 山崎ていじのていじにスタート（ぎふチャンラジオ、BSSラジオ）
- 演歌百撰（BS11、不定期）[注釈 5]
- ミュージック・シャワー（千葉テレビ他、MC）